# El privilegio de amar
El privilegio de amar es una telenovela mexicana producida por Carla Estrada para la cadena Televisa. Es una adaptación de la telenovela venezolana «Cristal», original de Delia Fiallo, y adaptada por Liliana Abud.
Es protagonizada por Adela Noriega, René Strickler, Helena Rojo y Andrés García, cuenta también con las participaciones antagónicas de Cynthia Klitbo, Enrique Rocha, Marga López, Lorena Velázquez y Pedro Weber "Chatanuga" y con las actuaciones estelares de Nuria Bages, César Évora y María Sorté.

## Argumento
El joven seminarista Juan de la Cruz llega de visita a casa de su madre Ana Joaquina, una fanática religiosa quien siempre impuso su voluntad sobre su hijo e inculcó la vocación de servir a Dios. En casa de dicha mujer trabaja la joven Luciana, una muchacha soñadora e inocente que se enamora de Juan de la Cruz. Una noche, llevados por su pasión de juventud, se entregan con ternura e inocencia.
Al saberlo, Ana Joaquina corre a Luciana, quien para entonces ya esperaba un hijo de Juan de la Cruz. Cuando da a luz, debido a la situación de extrema pobreza en la que se encontraba, deja a su hija en las puertas de una casa con la esperanza que sea criada allí, pero su hija es llevada a un orfanato. Para sobrevivir, Luciana se involucra con muchos hombres, entre ellos Pedro Trujillo, quien la golpea y abusa de ella.
Años después, Cristina, la hija de Luciana, crece feliz en el orfanato, aunque siempre con la curiosidad de saber quién es su madre. Por otro lado, Luciana ahora es dueña de una popular casa de modas y esposa del conocido actor Andrés Duval con quien tiene dos hijos: Lizbeth, que es hija de ambos, y Víctor Manuel, hijo del primer matrimonio de Andrés. Lizbeth es caprichosa y mimada, pues está acostumbrada a tener siempre lo que quiere. Por otra parte, Víctor Manuel, quien es hijo de Andrés y su primera esposa, es como un hijo para Luciana.
A pesar de tratarse de una familia admirable por el amor que hay entre todos, Luciana mantiene el remordimiento por lo de su hija, lo que le hace emprender su búsqueda, por más que nunca le haya contado sobre el tema a su esposo por miedo a su reacción. Por otra parte, ya de adultas y teniendo que dejar el convento, Cristina junto a sus mejores amigas Lorenza y Maclovia rentan un departamento muy sencillo; Lorenza es una muchacha bella, provocativa y muy segura, mientras Maclovia es reservada, tímida e inteligente.
Lorenza conoce a Andrés y se convierten en amantes, lo que hace que el famoso actor reviva la pasión que Luciana dejó de darle. Mientras tanto, Cristina logra obtener un trabajo como modelo de la casa de modas de Luciana. Cristina y Víctor Manuel se enamoran y empiezan a salir, pero cuando Luciana se entera del noviazgo la despide y se encarga de convencer a su hijo que se case con Tamara, su exnovia, enredándolo con la mentira de que espera un hijo suyo que en realidad es de Nicolás Obregón, amigo de Andrés.
Cristina descubre que está embarazada de Víctor Manuel y decide callar por respeto a la familia que él ha formado. En medio de la confusión, conoce a Alonso, un joven bueno y que se enamora de ella. Sin embargo, ella no puede corresponder a sus sentimientos al no amarlo y solo lo ve como un amigo. Cristina empieza a luchar por su hija y se convierte en una mujer de éxito. Ese estatus que poco a poco se va ganando como modelo la volverá a unir con Víctor Manuel, quien al vivir un infierno con Tamara pretende dejarla para ser feliz con Cristina.

## Elenco
- Adela Noriega - Cristina Miranda
- Helena Rojo - Luciana Hernández de Duval
- Andrés García - Andrés Duval
- René Strickler - Víctor Manuel Duval Rivera
- Enrique Rocha - Nicolás Obregón
- Cynthia Klitbo - Tamara de la Colina
- Nuria Bages - Miriam Arango
- César Évora - Padre Juan de la Cruz Velarde
- Marga López - Ana Joaquina Vda. de Velarde
- María Sorté - Vivian del Ángel
- Toño Mauri - Alonso del Ángel
- Sabine Moussier - Lorenza Torres
- Adriana Nieto - Lizbeth Duval Hernández
- Isadora González - Maclovia
- Pedro Weber "Chatanuga" - Pedro Trujillo
- Mario Casillas - Miguel Beltrán
- Maty Huitrón - Bárbara Rivera
- Rodrigo Vidal - Artemio Salazar
- Yadhira Carrillo - María José
- Claudio Báez - Cristóbal
- Lourdes Munguía - Ofelia Beltrán
- Ramón Abascal - José María "Chema" Ramos López
- Katie Barberi - Paula
- Arlette Pacheco - Begoña
- Mauricio Herrera - Franco
- Beatriz Moreno - Doña Charo
- Tito Guízar - Agustín García
- Guillermo Aguilar - Álex Walter
- Ana María Aguirre - Sor Regina
- Silvia Manríquez - Luz María de la Colina
- María Luisa Alcalá - Remedios López de Ramos
- Aurora Alonso - Imelda Salazar
- Marta Aura - Josefina "Chepa" Pérez
- Arturo Vázquez - Macario Jiménez
- Raúl Buenfil - "El Fresco" Wacha
- Eduardo Liñan - Dr. Valladares
- Gabriel de Cervantes - Ramiro
- Verónika con K - Caridad
- Jean Duverger - Exposimetro
- Consuelo Duval - Rosenda Sánchez
- Virginia Gutiérrez - Sor Bernardina
- Nelly Horsman - Cata
- Lorena Velázquez - Rebeca Bulnes de la Colina
- Ramón Menéndez - Erasmo de la Colina
- Ricky Mergold - Tobías
- Anaís - Gisela
- Julio Monterde - Padre Celorio
- Andrea Torre - Alejandra
- Luis Uribe - Raymundo Velarde
- Jacqueline Voltaire - Jacqueline
- Marisol del Olmo - Antonia "Toña" Fonseca
- Ricardo de Pascual - Sevilla
- Miguel Ángel Biaggio - Pancho
- Dalilah Polanco - Casilda
- José María Napoleón - Silverio Jiménez
- Óscar Bonfiglio Ríos - Fernando Bernal
- Luis Xavier - Alberto Souza
- Carlos Amador Jr. - Fidencio
- Roberto Antúnez - Padre Marcelo
- Arturo Lorca - Don Isaías
- Héctor Ortega - Valentín Fonseca
- Isabel Salazar - Gisela
- Genoveva Pérez - Chole
- Rafael Mercadante - Mauricio Trujillo
- Claudia Silva - Lourdes Galindo
- Gastón Tuset - Alfonso
- Estela Barona - Gladiola
- Rebeca Mankita
- Benjamín Islas
- Martha Itzel - Dulce
- Abril Campillo - La Güera
- Francisco Avendaño - Jaime Ávila
- Diana Bracho - Ana Joaquina Velarde (Joven)
- Edith Márquez - Luciana Hernández (Joven)
- Andrés Gutiérrez Coto - Juan de la Cruz Velarde (Joven)
- Alfredo Palacios - Alfredo
- Eduardo López Rojas
- Silvia Pinal - Ella misma
- Lucía Guilmáin - Compañera de Ana Joaquina en el hospital

## Premios y nominaciones

### Premios TVyNovelas 1999
| Categoría                        | Nominado(a)                                | Resultado |
| -------------------------------- | ------------------------------------------ | --------- |
| Mejor telenovela                 | Carla Estrada                              | Ganadora  |
| Mejor actriz protagónica         | Helena Rojo                                | Ganadora  |
| Mejor actor protagónico          | Andrés García                              | Ganador   |
| Mejor actriz antagónica          | Cynthia Klitbo                             | Ganadora  |
| Mejor actor antagónico           | Enrique Rocha                              | Ganador   |
| Mejor primera actriz             | Marga López                                | Ganadora  |
| Mejor actor de reparto           | César Évora                                | Ganador   |
| Mejor actriz joven               | Adela Noriega                              | Ganadora  |
| Mejor actor joven                | René Strickler                             | Nominado  |
| Mejor revelación femenina        | Sabine Moussier                            | Ganadora  |
| Mejor tema musical               | "El privilegio de amar" por Manuel Mijares | Ganador   |
| Mejor dirección de escena        | Miguel Córcega Mónica Miguel               | Ganadores |
| Mejor compositor de tema musical | Jorge Avendaño                             | Ganador   |

### Premios Bravo 1999
| Categoría                 | Nominado(a)     | Resultado |
| ------------------------- | --------------- | --------- |
| Mejor telenovela          | Carla Estrada   | Ganadora  |
| Mejor villana             | Cynthia Klitbo  | Ganadora  |
| Mejor revelación femenina | Sabine Moussier | Ganadora  |

### Premios Califa de Oro 1999
| Categoría        | Nominado(a)      | Resultado |
| ---------------- | ---------------- | --------- |
| Mejor producción | Carla Estrada    | Ganadora  |
| Mejor actuación  | Adela Noriega    | Ganadora  |
| Mejor actuación  | Andrés García    | Ganador   |
| Mejor actuación  | René Strickler   | Ganador   |
| Mejor actuación  | Helena Rojo      | Ganadora  |
| Mejor actuación  | Toño Mauri       | Ganador   |
| Mejor actuación  | Maty Huitrón     | Ganadora  |
| Mejor actuación  | Ramón Abascal    | Ganador   |
| Mejor actuación  | Sabine Moussier  | Ganadora  |
| Mejor actuación  | Enrique Rocha    | Ganador   |
| Mejor actuación  | Mauricio Herrera | Ganador   |
| Mejor adaptación | Liliana Abud     | Ganadora  |

### Premios ACE 2003
| Categoría                           | Nominado(a)    | Resultado |
| ----------------------------------- | -------------- | --------- |
| Mejor programa escénico             | Carla Estrada  | Ganadora  |
| Mejor actriz de serie de televisión | Adela Noriega  | Ganadora  |
| Mejor coactuación femenina          | Cynthia Klitbo | Ganadora  |
| Mejor actriz característica         | Marga López    | Ganadora  |
| Mejor actor característico          | Enrique Rocha  | Ganador   |

### Premios Eres 1999
| Categoría                 | Nominado(a)    | Resultado |
| ------------------------- | -------------- | --------- |
| Mejor telenovela          | Carla Estrada  | Ganadora  |
| Mejor actor de telenovela | René Strickler | Ganador   |

## Otras versiones
- La versión original de esta historia es la telenovela venezolana "Cristal" (1985-1986), producida por RCTV y protagonizada por Lupita Ferrer, Jeannette Rodríguez y Carlos Mata.
- La cadena brasileña SBT produjo en el año 2006 otra versión retomando el título original, "Cristal", dirigida por Del Rangel, Jacques Lagôa y Herval Rossano y protagonizada por Bianca Castanho, Dado Dolabella, Bete Coelho y Giuseppe Oristanio.
- En 2010, Televisa estrenó una nueva versión: Triunfo del amor, producida por Salvador Mejía y protagonizada por Victoria Ruffo, Osvaldo Ríos, Maite Perroni y William Levy.